# رنه مونک
رنه مونک (انگلیسی: René Münnich؛ زادهٔ ۶ مهٔ ۱۹۷۷) راننده مسابقه‌ای، و راننده خودروی مسابقه‌ای اهل آلمان است.